# Daiichi Eiga
La Daiichi Eiga (第一映画社, Daiichi eiga-sha) est une société de production de film japonaise créée en 1934 par le producteur Masaichi Nagata et le réalisateur Kenji Mizoguchi. Elle fait faillite en 1936.

## Histoire

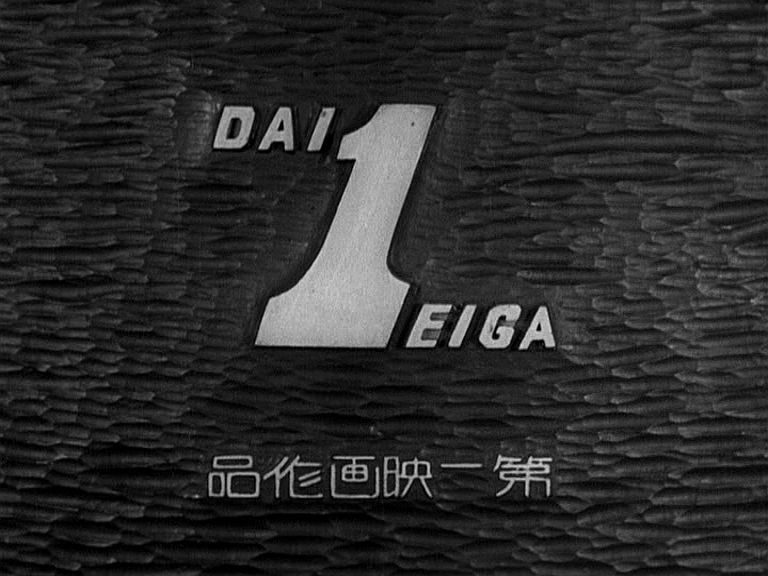
Logo de la Daiichi Eiga dans le générique des Sœurs de Gion (1936).

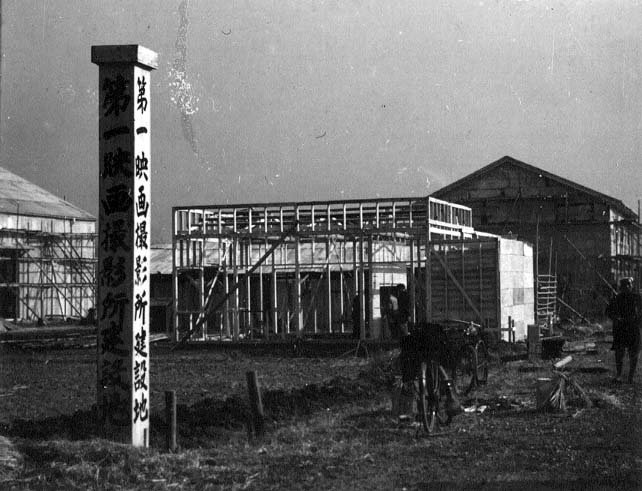
Construction du studio de la Daiichi Eiga à Kyoto vers la fin de 1934.

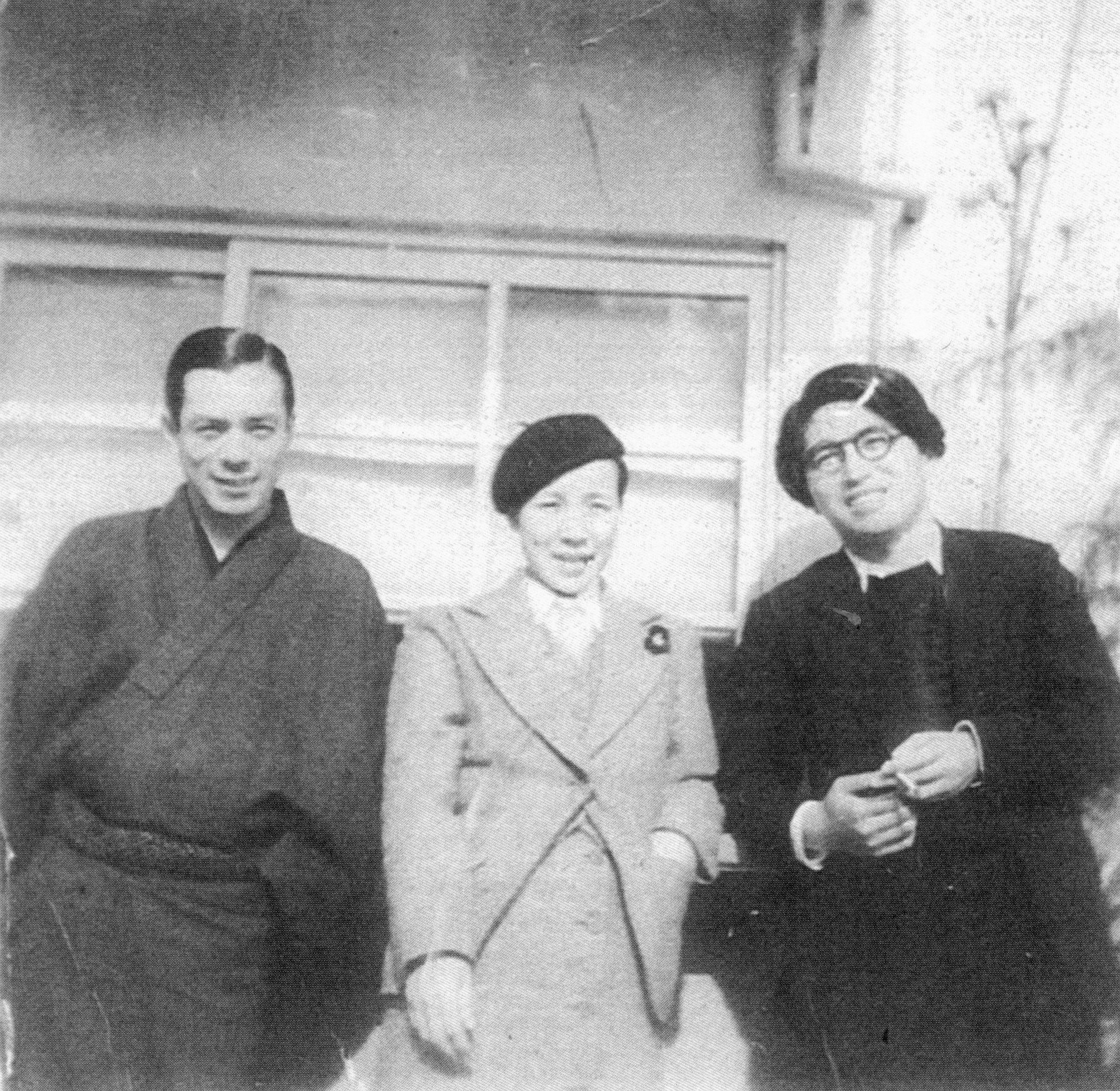
(de gauche à droite) Shin Takehisa, Tazuko Sakane et Tōkichi Ishimoto, trois réalisateurs qui font leurs premières armes à la Daiichi Eiga (1936).

Pour gagner en indépendance vis-à-vis des studios, Kenji Mizoguchi et Masaichi Nagata fondent la société de production Daiichi Eiga. Kenji Mizoguchi demande à l'actrice Isuzu Yamada, alors salariée de la Nikkatsu de les rejoindre. Celle-ci accepte et devient l'actrice la mieux payée dans les années 1930 avec un salaire mensuel de 1000 yens soit dix fois plus que ce qu'elle gagnait à la Nikkatsu. Les réalisateurs Daisuke Itō et Minoru Inuzuka ainsi que l'actrice Komako Hara et l'écrivain Matsutarō Kawaguchi font aussi partie de l'aventure.
Selon Joseph L. Anderson et Donald Richie, la création de la Daiichi Eiga verrait son origine dans une manœuvre stratégique de la Shōchiku pour affaiblir son concurrent, la Nikkatsu, qui vient d'ouvrir un nouveau studio de production à Tamagawa (Tokyo) l'année précédente, en la mettant en concurrence avec une filiale et ainsi assoir sa domination du secteur de l'industrie cinématographique japonaise. Masaichi Nagata justifie dans les journaux son départ de la Nikkatsu en septembre 1934 par son opposition à la politique de licenciement de vétérans menée par le studio tandis que la Nikkatsu l'accuse d'avoir accepté un pot-de-vin de la Shōchiku pour saboter la production des nouveaux studios de la Nikkatsu à Tokyo. 
Le premier film de la Daiichi Eiga, Les Constructeurs (建設の人々, Kensetsu no hitobito) de Daisuke Itō, est tourné dès octobre 1934 dans un studio loué à la société de production de Chiezō Kataoka à Kyoto. En parallèle, la société fait construire sur un terrain adjacent de 2 000 tsubo — soit environ 6 600 m2 — un studio comprenant deux plateaux de tournage conçus pour le parlant, dont l'adresse est située à Ukyō-ku et qu'elle investit le 1er janvier 1935. Ce studio connait plusieurs déboires dont un incendie d'un des deux plateaux en avril 1935, puis plus tard une inondation due à des pluies diluviennes qui se sont abattues sur Kyoto.
Bien que la critique ait salué Les Sœurs de Gion et L'Élégie d'Osaka classés respectivement 1re et 3e au classement des dix meilleurs films japonais de l'année 1936 établi par la revue Kinema Junpō en 1937, leur exploitation en salle a été modeste car à cette époque, la Nikkatsu et la Shōchiku contrôlent la diffusion et l'exploitation des films, et il est difficile pour une société indépendante comme Daiichi Eiga de faire sa place. En proie à des difficultés de gestion, la société fait faillite en 1936,.
Notons qu'avec Hatsusugata (初姿, 1936) de Tazuko Sakane, la Daiichi Eiga produit le premier film réalisé par une femme de l'histoire du cinéma japonais,. Le studio construit par la Daiichi Eiga à Kyoto sera plus tard réutilisé par la société de production Shinkō Kinema puis par la Daiei, toutes deux dirigées par Masaichi Nagata.

## Films produits
- 1934 : Les Constructeurs (建設の人々, Kensetsu no hitobito?) de Daisuke Itō
- 1935 : La Cigogne en papier (折鶴お千, Orizuru Osen?) de Kenji Mizoguchi
- 1935 : Kemuri wa nabiku (煙は靡く?) de Minoru Inuzuka
- 1935 : Le Peigne d'Oroku (お六櫛, Oroku-gushi?) de Daisuke Itō
- 1935 : Uramachi no kanpai (裏町の乾杯?) de Shigeyoshi Suzuki
- 1935 : Oyuki la vierge (マリヤのお雪, Maria no Oyuki?) de Kenji Mizoguchi
- 1935 : Meibutsu sannin otoko (名物三人男?) de Tōkichi Ishimoto (ja)
- 1935 : Ojō Okichi (お嬢お吉?) de Tatsunosuke Takashima
- 1935 : Chichi kaeru haha no kokoro (父帰る母の心?) de Seikichi Terakado
- 1935 : Les Coquelicots (虞美人草, Gubijinsō?) de Kenji Mizoguchi
- 1935 : Otoko no yūjō (男の友情?) de Shin Takehisa
- 1935 : La Berceuse souvenir d'Edo (江戸みやげ子守唄, Edo miyage komoriuta?) de Daisuke Itō
- 1936 : Tatta hitori no onna (たった一人の女?) de Seikichi Terakado
- 1936 : Hatsusugata (初姿?) de Tazuko Sakane
- 1936 : Aru eki no dekigoto (ある駅の出来事?) de Tōkichi Ishimoto (ja)
- 1936 : Chindon-ya no musume (チンドン屋の娘?) de Shin Takehisa
- 1936 : L'Élégie d'Osaka (浪華悲歌, Naniwa erejii?) de Kenji Mizoguchi
- 1936 : Kinkō (金鉱?) de Seikichi Terakado
- 1936 : Le 48ème (四十八人目, Yonjūhachininme?) de Daisuke Itō
- 1936 : Yotamono sākasu (与太者サーカス?) de Tōkichi Ishimoto (ja)
- 1936 : Les Sœurs de Gion (祇園の姉妹, Gion no shimai?) de Kenji Mizoguchi
- 1936 : Otoko no machi (男の街?) de Shin Takehisa
- 1936 : Namida no shōtō rappa (涙の消灯喇叭?) de Seikichi Terakado